# Rendeux-Haut
Rendeux-Haut is een dorp in de Belgische provincie Luxemburg. Het ligt in de gemeente Rendeux. Een kilometer ten noorden ligt het lager gelegen Rendeux-Bas.

## Geschiedenis
Het grondgebied van Rendeux was tijdens het ancien régime versnipperd. In het zuiden lag het hoger gelegen Rendeux-Saint-Lambert of Rendeux-Haut, waarvan de parochie gewijd was aan Sint-Lambertus. In het noorden aan de Ourthe lag het lager gelegen Rendeux-Sainte-Marie of Rendeux-Bas, waarvan de parochie gewijd was aan Marie. Het dorp Rendeux-Haut lag in een enclave van het prinsbisdom Luik binnen het hertogdom Luxemburg, waartoe Rendeux-Bas en de andere omliggende dorpen behoorden. Ook het westelijker gehucht Chéoux lag deels in de enclave.
Op het eind van het Ancien Régime werd Rendeux-Haut, net als Rendeux-Bas, een gemeente. Tot Rendeux-Haut behoorden ook het gehucht Bardonwez en een gedeelte van het gehucht Chéoux. De twee gemeenten werden in 1811 al opgeheven en samengevoegd tot een nieuwe gemeente Rendeux.

## Bezienswaardigheden
- de Eglise Sainte-Lambert

## Verkeer en vervoer
Iets ten oosten van Rendeux-Haut loopt de N833, de weg tussen Hotton en La Roche-en-Ardenne.
Deelgemeenten: Beffe · Hodister · Marcourt · Rendeux

Overige kernen: Chéoux · Devantave · Gênes · Hamoul · Jupille · Laidprangeleux · Magoster · Marcouray · Rendeux-Bas · Rendeux-Haut · Ronzon · Trinal · Waharday · Warisy

Belgische gemeenten · Arrondissement Marche-en-Famenne · Luxemburg · Wallonië